# Тигров гущер
Тигровите гущери (Nucras tessellata) са вид влечуги от семейство Гущерови (Lacertidae).
Разпространени са в саваните на Южна Африка.
Таксонът е описан за пръв път от шотландския лекар Андрю Смит през 1838 година.